# Scopula hoerhammeri
Scopula hoerhammeri är en fjärilsart som beskrevs av Brandt 1941. Scopula hoerhammeri ingår i släktet Scopula och familjen mätare. Inga underarter finns listade.